# Cry Baby Cry
〈Cry Baby Cry〉는 1968년 음반 《The Beatles》의 존 레논(레논-매카트니로 표기)이 쓴 비틀즈의 노래이다. 이 곡의 원곡은 폴 매카트니가 쓴 〈Can You Take Me Back〉으로 불리는 짧은 곡인데, 사실 〈I Will〉 세션에서 따온 곡이다.